# Place du Père-Marcellin-Champagnat
La place du Père-Marcellin-Champagnat est une voie située dans le quartier de la Muette du 16e arrondissement de Paris.

## Situation et accès
La place du Père-Marcellin-Champagnat est desservie à quelque distance par la ligne 6 à la station Passy.

## Origine du nom
Elle porte le nom du père Marcellin Champagnat (1789-1840), cofondateur des Petits Frères de Marie.

## Historique
La place est créée et prend sa dénomination actuelle par un arrêté municipal du 1er octobre 1981 sur l'emprise de la rue de l'Annonciation.

## Bâtiments remarquables et lieux de mémoire
- La place constitue le parvis du nouveau bâtiment de l'église Notre-Dame-de-Grâce-de-Passy.
- Une fontaine Wallace est installée au milieu de la place.

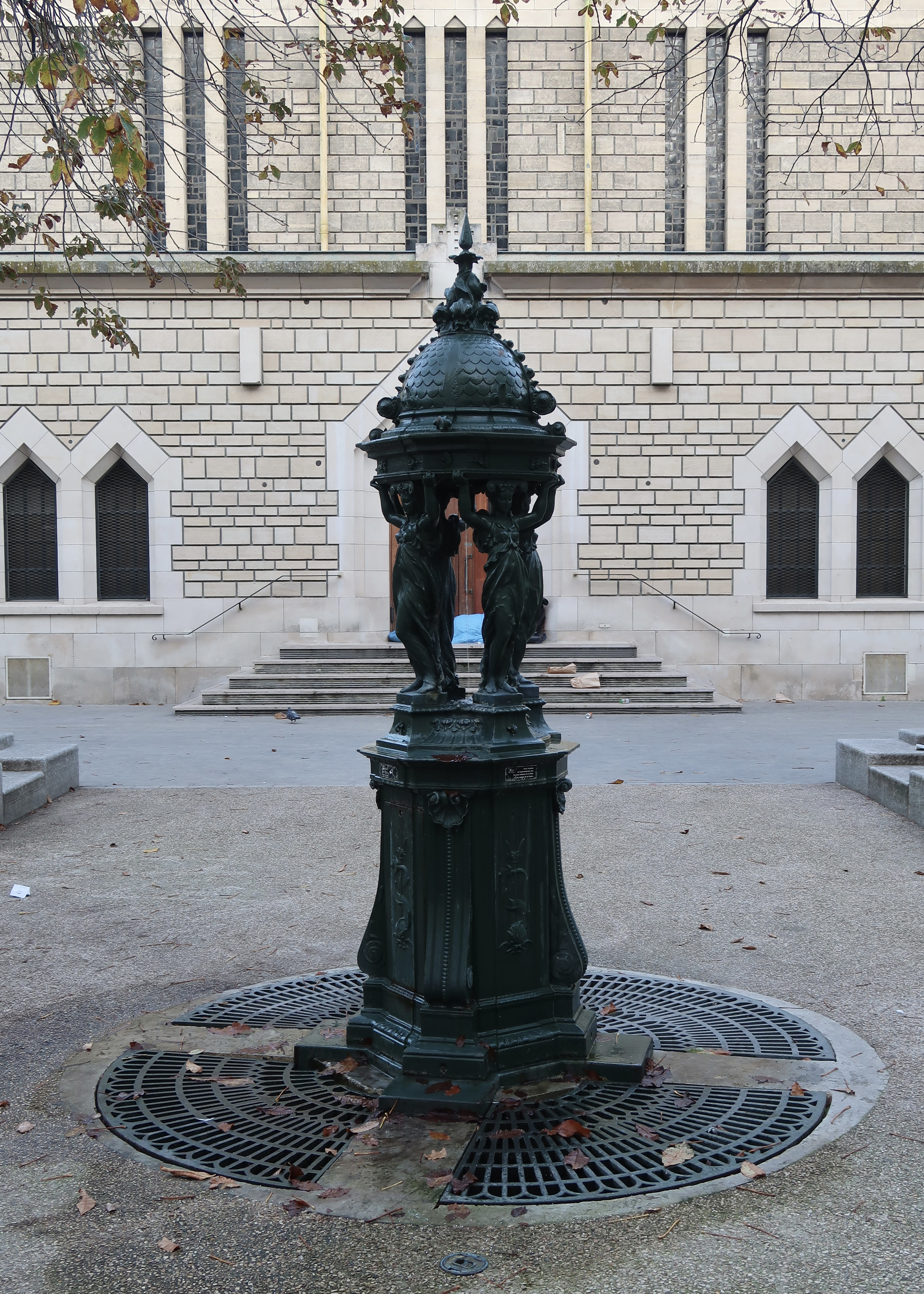
Fontaine Wallace.